# Oulad Aamer Tizmarine
Oulad Aamer Tizmarine (franska: Oulad Aamer  Tizmari (CR), Oulad Aamer  Tizmari (Commune Rurale), arabiska: لبريكيين) är en kommun i Marocko.   Den ligger i provinsen Rehamna och regionen Marrakech-Safi, 250 km sydväst om huvudstaden Rabat. Antalet invånare är 5 382.